# Байдибек
Байдибек (каз. Бәйдібек, до 30.05.2002 — село Кирово) — аул в Шуском районе Жамбылской области Казахстана. Административный центр Дулатского сельского округа. Расположено на левом берегу реки Чу. Код КАТО — 316635100. Назван в честь Байдибека Карашаулы.

## Население
В 1999 году население аула составляло 640 человек (321 мужчина и 319 женщин). По данным переписи 2009 года, в ауле проживали 653 человека (343 мужчины и 310 женщин).